# アンホーリー (サム・スミスとキム・ペトラスの曲)
「アンホーリー」（Unholy、Unћoly）は、サム・スミスとキム・ペトラスの楽曲である。

## 概要
2022年9月22日にスミスの4枚目のスタジオ・アルバム『グロリア』から2枚目のシングルとしてリリースされた。
リリース前よりTikTokでトレンドとなっており、リリース後には全英シングルチャートで初登場1位、Billboard Hot 100で初登場3位を記録し、その後1位に上昇した。これはステイ・ウィズ・ミーの最高位2位を超え、初めて1位を獲得した作品となった。また、ペトラスはトランスジェンダーであることを公言している女性として初めてチャートで1位、スミスはノンバイナリーであることを公言しているアーティストとして初めてチャートで1位を獲得したアーティストとなった。
ミュージック・ビデオには『ル・ポールのドラァグ・レース』出演者やゲイポルノ男優のパディ・オブライアンが出演
第65回グラミー賞の最優秀ポップ・デュオ/グループ・パフォーマンス賞にノミネートされ、スミスは2015年以来、ペトラスは初めてノミネートされた。